# Оскорбление (фильм, 2017)
«Оскорбление» (араб. قضية رقم ٢٣‎, фр. L'insulte) — кинофильм режиссёра Зиада Дуэри, вышедший на экраны в 2017 году.

## Сюжет
Житель Бейрута Тони Ханна — ярый сторонник ливанской христианской партии, практически открыто ненавидящий палестинских беженцев. Однажды он сталкивается с рабочими, делающими ремонт на его улице, и прораб-палестинец Яссер Саламе оскорбляет его. Начальник хочет, чтобы Яссер извинился, и после долгих раздумий тот является к Тони, который не принимает извинений и даже заявляет, что хорошо бы Израиль вообще изгнал палестинцев. Яссер наносит Тони удар и ломает два ребра. После этого христианин подаёт в суд, которому предстаёт непростая задача: решить, кто начал первым и спровоцировал конфликт. Начавшийся судебный процесс привлекает всеобщее внимание и даёт старт столкновениям между ливанцами и палестинцами по всей стране...

## В ролях
- Адель Карам — Тони Ханна
- Камель Эль-Баша — Яссер Абдалла Саламе
- Рита Хайек — Ширине Ханна
- Кристина Шуэри — Манал Саламе
- Камилла Саламе — Важди Вехбе
- Диаманд Бу Аббуд — Надин Вехбе
- Талаль Журди — Талаль
- Джулия Кассар — судья Колетт Мансур
- Карлос Шанин — судья Шанин

## Награды и номинации
- 2017 — участие в конкурсной программе Венецианского кинофестиваля, где Камель Эль-Баша получил Кубок Вольпи за лучшую мужскую роль.
- 2017 — участие в конкурсной программе Вальядолидского кинофестиваля, где лента получила два приза — Golden Blogos Award и Sociograph Award.
- 2017 — приз читательского жюри газеты Der Standard на Венском кинофестивале.
- 2017 — приз зрительских симпатий Американского института киноискусства в категории «Мировое кино».
- 2018 — номинация на премию «Оскар» за лучший фильм на иностранном языке.
- 2018 — номинация на премию «Давид ди Донателло» за лучший фильм на иностранном языке.
- 2018 — «Приз немецкого кино за мир» на Мюнхенском кинофестивале.
- 2018 — приз зрительских симпатий Сиднейского кинофестиваля.
- 2018 — четыре Ливанские кинопремии: лучший ливанский фильм, лучший сценарий к ливанскому фильму (Зиад Дуэри, Жоэль Тума), лучший актёрский ансамбль в ливанском фильме, лучшая работа художника-постановщика в ливанском фильме (Хуссейн Байдун). Кроме того, лента получила пять номинаций: лучший ливанский режиссёр (Зиад Дуэри), лучшая операторская работа в ливанском фильме (Томмазо Фиорилли), лучший монтаж в ливанском фильме (Доминик Маркомб), лучший саундтрек в ливанском фильме (Эрик Невё), лучшие костюмы в ливанском фильме (Лара Мей Хамис).